# 織田信正 (掃部頭)
織田 信正（おだ のぶまさ、生没年不詳）は、戦国時代・安土桃山時代の武将。官位は従五位下・掃部頭。織田信定の子とする系図と織田信康の子とする系図がある。

## 生涯
織田信正は、戦国時代ごろに織田氏一門として尾張国に産まれた。父は織田信定もしくは織田信康。織田信長の庶長子とされる織田信正や弟の松長信正（織田信武）とは別人である。
尾張国丹羽郡楽田城（愛知県犬山市）の城主となったのち、美濃国嶋村に移住して嶋（島）姓を名乗る。織田信長に仕えた。本能寺の変で信長が明智光秀の奇襲を受け亡くなると、剃髪して元貞あるいは玄貞と称した。
信正の子孫が書いた系図によると、平氏を自称していたとされる。

## 系譜
- 曽祖父：織田大和守敏定
- 祖父：織田弾正忠信定（父とする系図もある）
- 父：織田弾正左衛門信康[注釈 1]
- 母：不詳
- 妻：不詳
- 生母不明の子女
  - 男子：織田又左衛門信和（後に島信和と改める）
  - 男子：梁田弥十郎一正（梁田綱政養子）